# Jarryd Hughes
Jarryd Hughes (Sydney, 21 maggio 1995) è uno snowboarder australiano, medaglia d'argento nello snowboard cross alle Olimpiadi di Pyeongchang 2018.

## Biografia
Vicecampione del mondo junior nel 2012 nello snowboard cross, lo stesso anno ha iniziato a competere in Coppa del Mondo. Si è piazzato 11º ai Mondiali di Stoneham 2013 e poi ha preso pure parte alle Olimpiadi di Soči 2014.
Alla sua seconda esperienza olimpica, ai Giochi di Pyeongchang 2018, ha vinto la medaglia d'argento arrivando dietro il francese Pierre Vaultier campione olimpico uscente. Ai Mondiali di Idre Fjäll 2021 si è laureato campione del mondo nello snowboard cross a squadre, in coppia con Belle Brockhoff.

## Palmarès

### Olimpiadi
- 1 medaglia:
  - 1 argento (snowboard cross a Pyeongchang 2018)

### Mondiali
- 1 medaglia:
  - 1 oro (snowboard cross a squadre a Idre Fjäll 2021)

### Mondiali juniores
- 1 medaglia:
  - 1 argento (snowboard cross a Sierra Nevada 2012)

### Coppa del Mondo
- Miglior piazzamento nella Coppa del Mondo di snowboard cross: 4º nel 2014
- 4 podi:
  - 2 vittorie
  - 1 secondo posto
  - 1 terzo posto

#### Coppa del Mondo - vittorie
| Data             | Luogo       | Paese   | Disciplina |
| ---------------- | ----------- | ------- | ---------- |
| 21 dicembre 2013 | Lake Louise | Canada  | SBX        |
| 16 dicembre 2017 | Montafon    | Austria | SBX        |

Legenda:

SBX = Snowboard cross